# Elisa Capdevila
Elisa Capdevila   (1994) és una pintora i muralista catalana que ha participat en diversos festivals d'art urbà i combina la seva obra mural amb obra d'estudi en llenç.

## Trajectòria

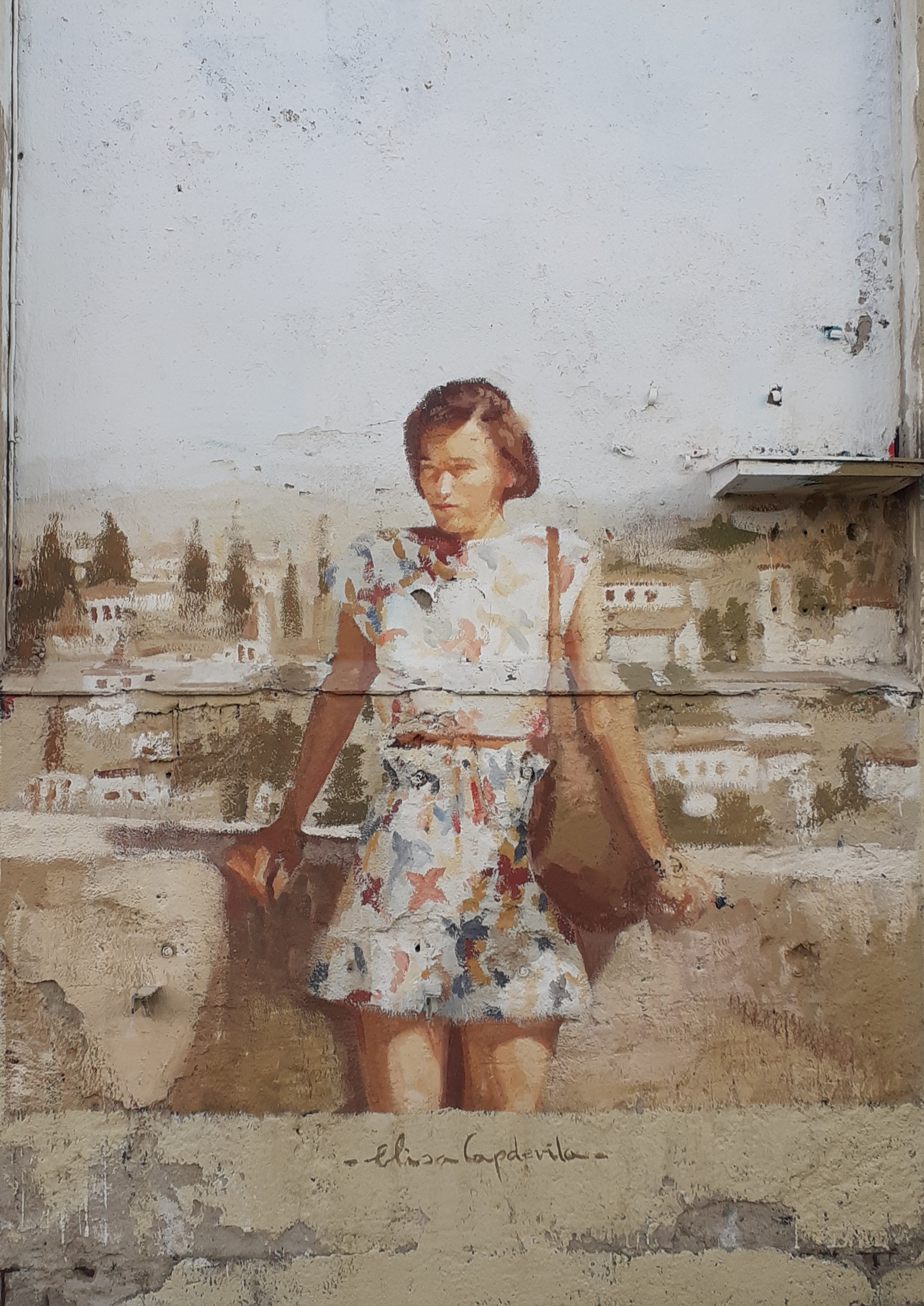
Mural de Capdevila a l'exterior de la Nau Bostik

Va començar a formar-se en dibuix i pintura clàssica a la Barcelona Academy of Art als vint anys, després d'abandonar una carrera de l'àmbit de les ciències. Va realitzar el seu primer mural l'any següent i va descobrir en aquesta disciplina artística una forma de comunicació potent que va voler seguir explorant i en base a la qual ha construït en els últims anys la seva carrera com a muralista.
Com a artista urbana, Elisa Capdevila ha deixat la seva empremta en festivals i encàrrecs arreu del món. Les seves obres exploren les complexitats de les relacions personals, la intimitat i la vida quotidiana, capturant l'essència de l'experiència humana amb un estil propi. A nivell tècnic, treballa des d'una perspectiva figurativa, posant especial atenció en l'harmonia cromàtica, així com en els recursos plàstics propis a cada material emprat.